# Todd Finlay
Todd James Finlay (Melbourne, gennaio 1981) è un modello australiano, che lavora come personal trainer di fitness alla Bondi Platinum Fitness First. Attualmente vive tra Waterloo, piccolo sobborgo di Sydney, e Miami Beach in Florida.

## Biografia
Nato a Melbourne si è diplomato alla Ivanhoe Grammar School nel 2000, e ha successivamente frequentato l'Università di Victoria studiando diritto bancario e finanziario. Finlay giocava a football australiano si è trasferito a Sydney per la sua attività di personal trainer. A 23 anni inizia la sua carriera di modello e viene messo sotto contratto dalla Chadwick Model Management, ha lavorato con grandi compagnie come Jockey, AussieBum, Ralph Lauren, Puma, Reebok, Emporio Armani, Everlast, Levi's, Men's Health, Fitness First e Hugo Boss. Nel 2008 Finlay ha partecipato a sette puntate del programma televisivo Hole in the Wall. Dal 2011 al 2012 ha lavorato a Londra sempre come personal trainer per poi stabilirsi negli Stati Uniti d'America.